# Побочнево
Побочнево — деревня в Ковровском районе Владимирской области России, входит в состав Малыгинского сельского поселения.

## География
Деревня расположена на берегу речки Наромша в 9 км на северо-запад от центра поселения деревни Ручей и в 14 км на северо-запад от райцентра города Ковров.

## История
В конце XIX — начале XX века деревня входила в состав Малышевской волости Ковровского уезда, с 1926 года — в составе Эдемской волости. В 1859 году в деревне числилось 16 дворов, в 1905 году — 16 дворов, в 1926 году — 30 дворов. 
С 1929 года деревня входила в состав Объедовского сельсовета Ковровского района, с 1940 года — в составе Малышевского сельсовета, с 1972 года — в составе Ручьевского сельсовета, с 2005 года — в составе Малыгинского сельского поселения.

## Население
| 1859 | 1905 | 1926 | 2002 | 2010 | 2021 |
| ---- | ---- | ---- | ---- | ---- | ---- |
| 98   | ↗119 | ↗157 | ↘12  | ↗25  | ↗31  |